# M22 Locust

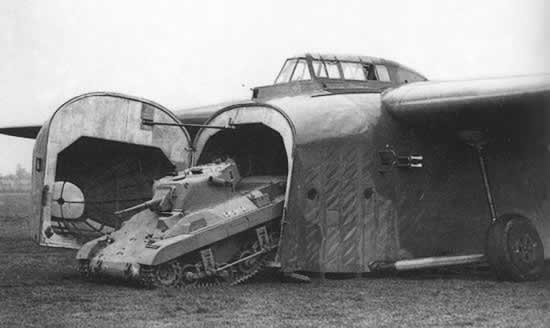
M22 rollt aus dem Bugtor eines Hamilcar

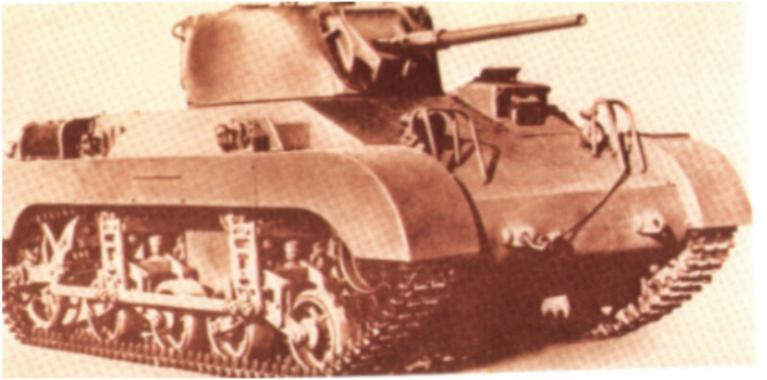
M22 Locust

Der M22 Locust war ein leichter, lufttransportfähiger Kampfpanzer der United States Army. Das Fahrzeug wurde nur in geringer Stückzahl während des Zweiten Weltkrieges eingesetzt und bald nach dem Ende der Kampfhandlungen ausgemustert. Er war einer der kleinsten Panzer, die von den Alliierten während des Zweiten Weltkrieges verwendet wurden.

## Geschichte
Nachdem in den USA die Effektivität der in den 1930er-Jahren aufgestellten deutschen und sowjetischen Luftlandeverbände erkannt worden war, wurde ab 1941 ebenfalls mit dem Aufbau einer luftbeweglichen Truppe begonnen. Zur Feuerunterstützung wurde ein lufttransportfähiges Kampffahrzeug mit einem Höchstgewicht von 7620 kg gefordert. Mit der Konzeptentwicklung wurden die Firmen GMC, J.W. Christie und Marmon-Herrington beauftragt. Der Vorschlag von Marmon-Herrington wurde angenommen und das Unternehmen im Mai 1941 mit dem Bau eines Prototyps beauftragt. Das Fahrzeug erhielt die Bezeichnung „Light Tank T9“ (Air transportable). Gleichzeitig wurde mit der Entwicklung eines geeigneten Transportflugzeuges begonnen. Der Prototyp des T9 wog insgesamt 8027 kg, wurde jedoch trotz des etwas höher ausgefallenen Gewichts sowohl von der USAAF als auch von den an dem Projekt ebenfalls interessierten Briten akzeptiert. Im Januar 1942 wurden zunächst zwei Prototypen des verbesserten T9E1 bestellt. Noch bevor die Truppenversuche angelaufen waren, hatte die United States Army im April 1942 bereits 500 Stück des Typs T9E1 geordert. Insgesamt wurden 1900 Stück vorgesehen, wegen andauernder Probleme und ständiger Konstruktionsänderungen konnten bis zur Produktionseinstellung im Februar 1944 jedoch lediglich 830 Fahrzeuge gefertigt werden. Erst im August 1944 erhielt der Panzer seine Normbezeichnung M22 (Locust).
Während der Truppenversuche durch das 28. Airborne Tank Battalion stellte sich dann heraus, dass sich das Fahrzeug nur mit abgenommenem Turm in die Douglas C-54 verladen ließ. Da dies völlig inakzeptabel war, konnte der M22 seiner Rolle als Luftlandepanzer nicht mehr gerecht werden. Es wurde daher von der US-Army auf einen Einsatz des Locust verzichtet, einerseits wegen der gegebenen Transportprobleme und andererseits, weil durchaus berechtigte Zweifel aufkamen, ob ein so leichtes und schwach gepanzertes Fahrzeug überhaupt auf dem Gefechtsfeld bestehen könne. Da die Briten mit dem Hamilcar einen geeigneten Lastensegler hatten, übernahmen sie 260 dieser Panzer und setzten 1945 in der Operation Varsity während der Rheinüberquerung bei Wesel 12 davon ein. Nur zwei Panzer schafften es ins Gefecht, die restlichen wurden bei der Landung beschädigt.
Eine unbekannte Anzahl der M22 wurde nach dem Krieg an das ägyptische Heer geliefert.

## Beschreibung
Das Fahrzeug hatte einen gegossenen Turm und eine geschweißte Wanne. Das Laufwerk war mit senkrechter Schraubenfederung und Traversen ausgestattet. Mit dem zweiten Prototyp T9E1 wurde die Turmform geändert, die Seitenrichtanlage von Hand- auf Motortrieb umgestellt und ein Kreiselstabilisator eingebaut; durch die Änderung der Frontplatte entfiel nunmehr das Maschinengewehr im Bug. Zusätzlich erhielt der Panzer Befestigungspunkte, um ihn in dem dafür vorgesehenen Transportflugzeug C-54 verzurren zu können. Motor und Getriebe befanden sich im Heck. Das Triebrad lag im Bug, die Umlenkrolle war zum Boden herabgezogen und diente mit als fünftes Laufrad.
Es handelte sich um ein völlig überhastet konstruiertes und für seinen eigentlichen Verwendungszweck unbrauchbares Fahrzeug. Für die Verhältnisse gegen Ende des Krieges war es untermotorisiert und zu schwach bewaffnet. Die Panzerung schützte nur gegen Granatsplitter und Gewehrfeuer. Bereits 12,7-mm-Geschosse konnten die Panzerung durchschlagen, Treffer von 2-cm-Granaten konnten ohne weiteres zur Vernichtung des Fahrzeuges führen.

### Ergänzende Technische Daten
Kletterfähigkeit: 0,40 m

Grabenüberschreitfähigkeit: 1,65 m

Steigfähigkeit: 52 %

Watfähigkeit: 1,10 m

Bodendruck: 0,51 kg

Kette: ungepolsterte, gespannte Scharnierkette

## Einsatz
- Vereinigte Staaten
- Vereinigtes Königreich
- Ägypten